# Igreja de São Nicolau (Malá Strana)

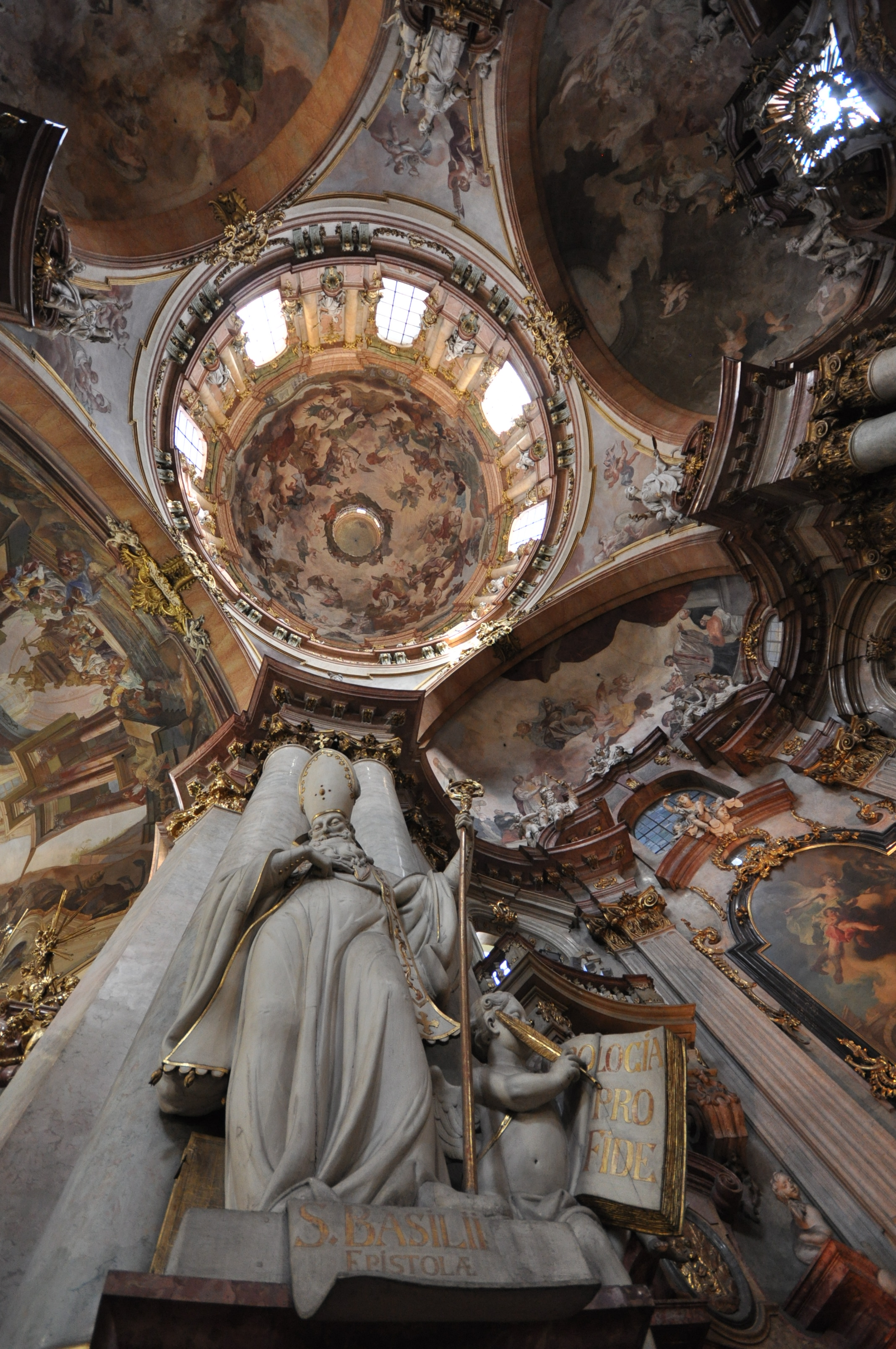
Vista interior

A Igreja de São Nicolau ( em tcheco/checo: Kostel svatého Mikuláše ) é uma igreja barroca na Cidade Pequena de Praga . Foi construída entre 1704 e 1755 no local onde antigamente ficava uma igreja gótica do século XIII, também dedicada a São Nicolau . Foi descrito como o maior exemplo do barroco de Praga.   É de facto conhecida pelo nome de São Nicolau em Malá Strana . Não deve ser confundido com aquele do mesmo nome localizado no Centro Histórico . A igreja de San Nicolau é o maior local de culto da cidade depois da Catedral de São Vito .
A construção da igreja começou em 1673 , tendo sido dados os retoques finais ao fresco da nave em 1761 .

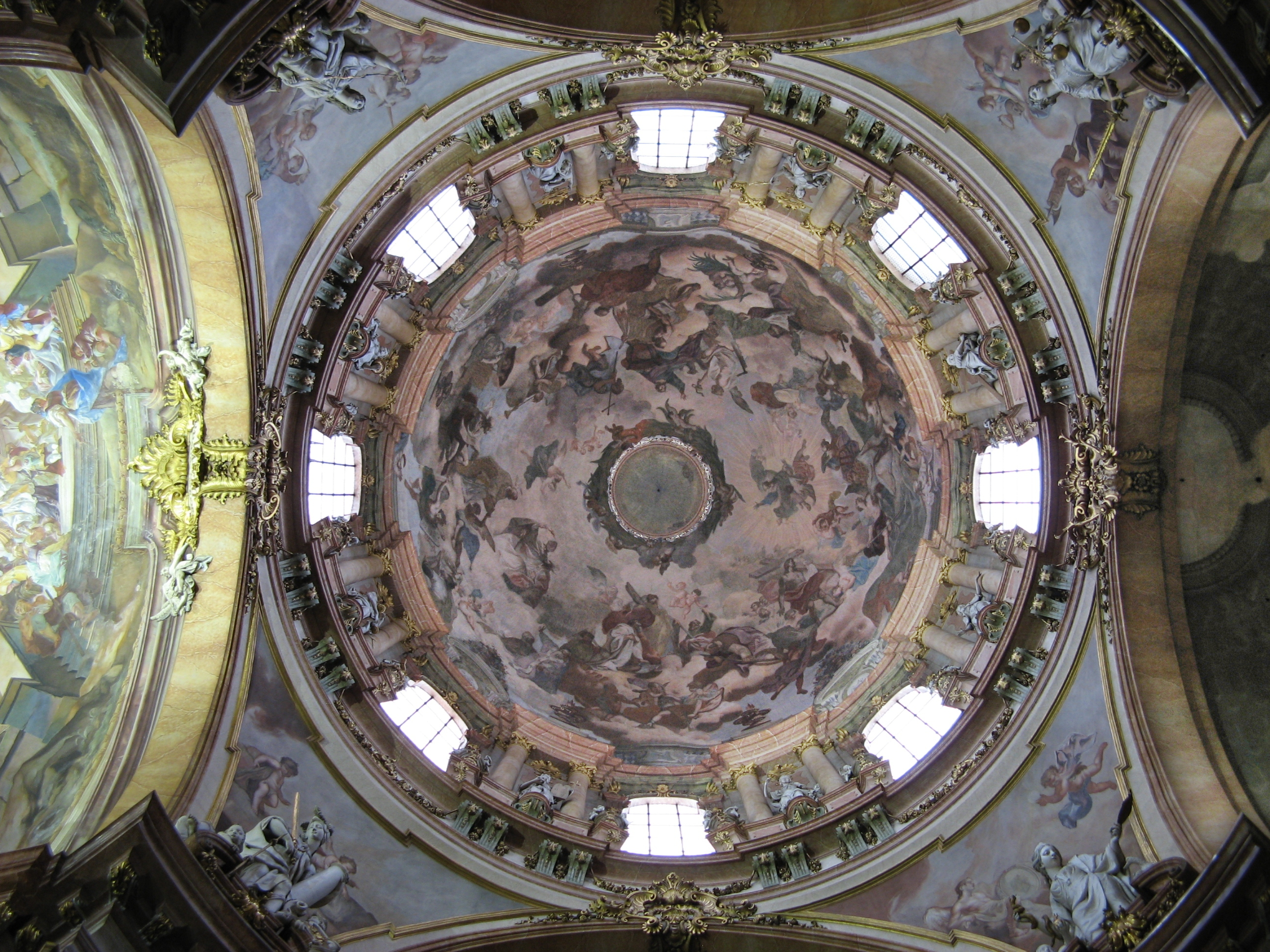
Interior da cúpula

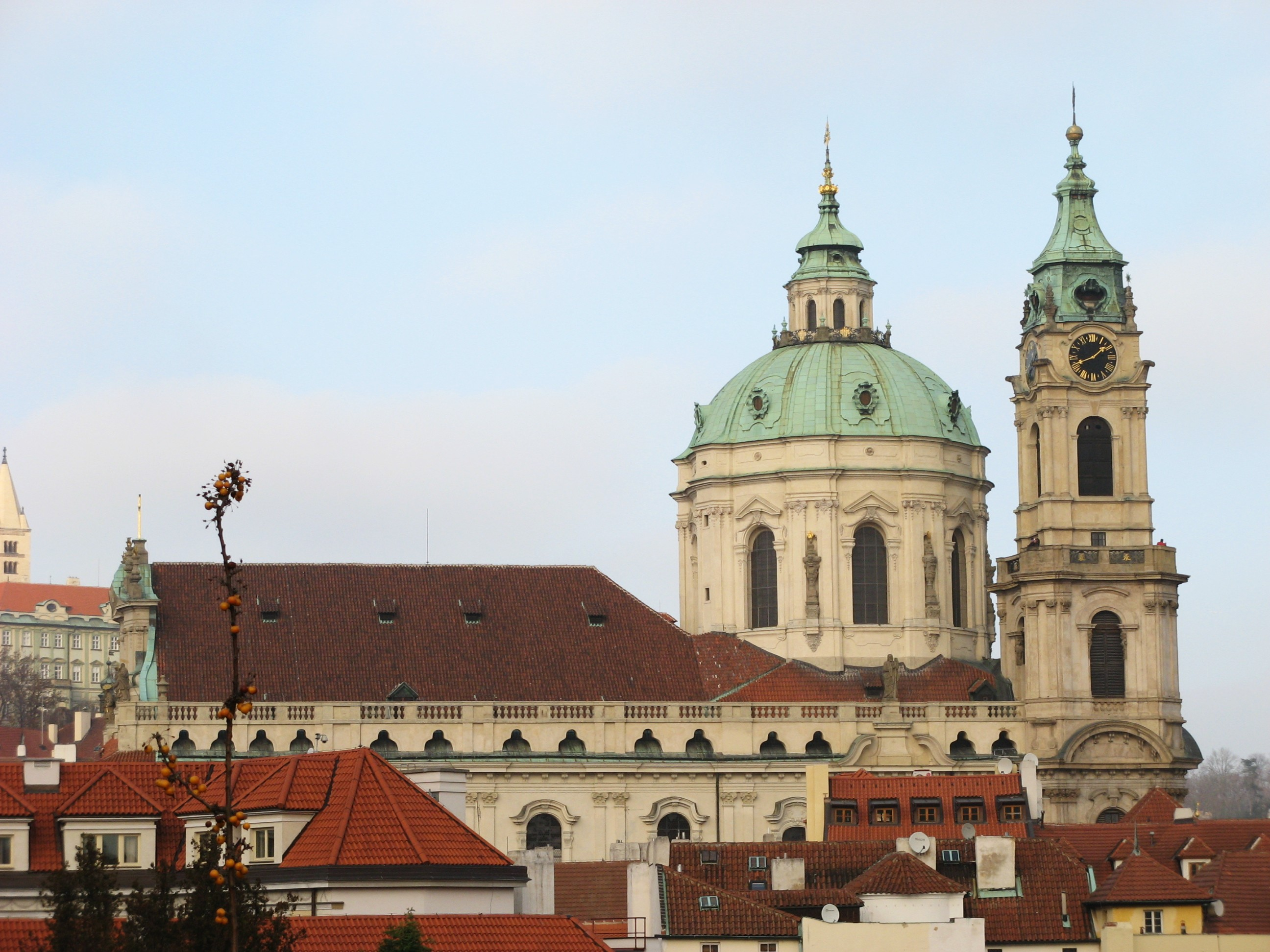
Vista panorâmica tirada de Petřín
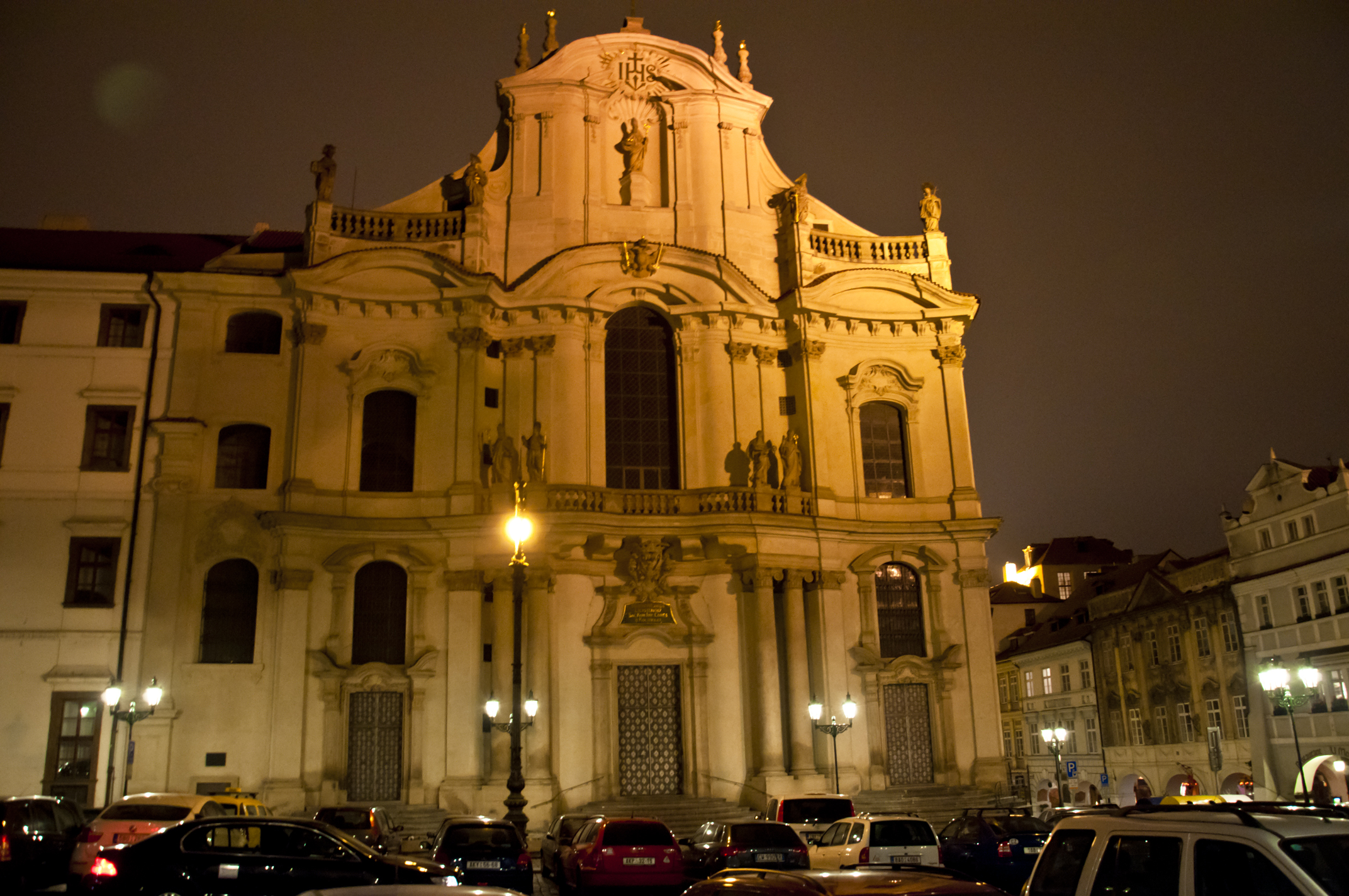
Entrada da frente
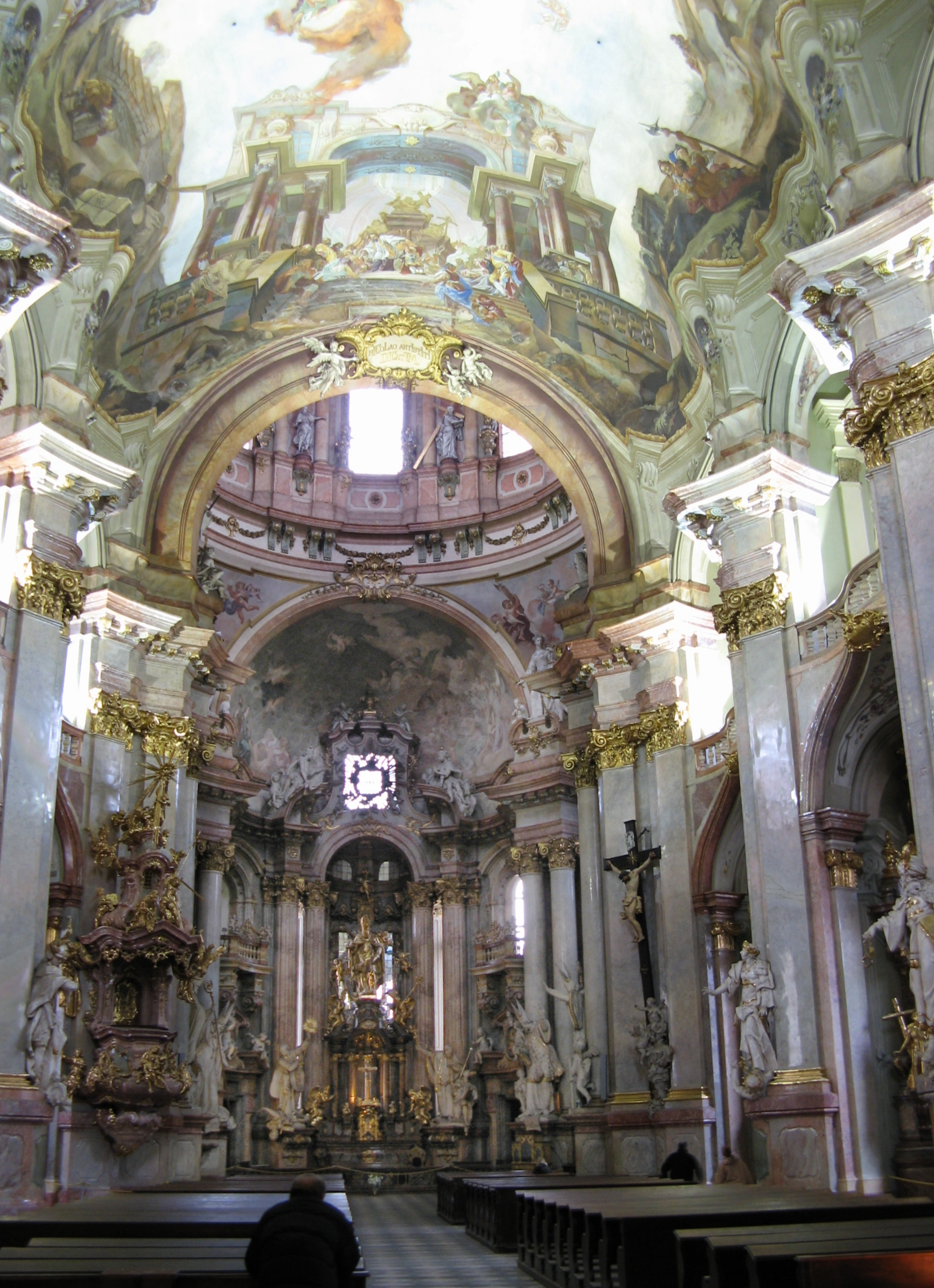
Interior da igreja
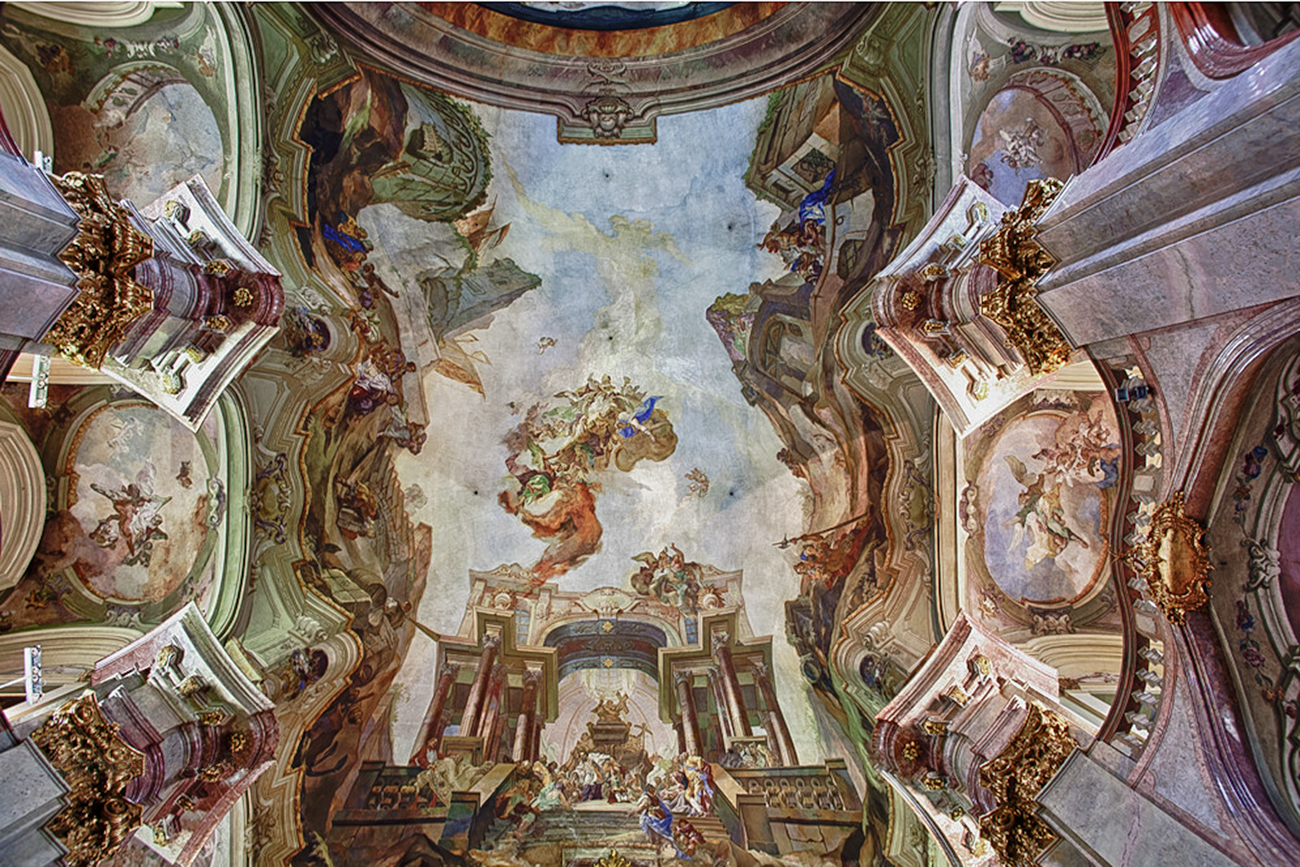
Afresco no teto representando a Apoteose de São Nicolau